# Vlaškovci
Vlaškovci so naselje v občini Kozarska Dubica, Bosna in Hercegovina. 

## Deli naselja
Đakovići, Đuričići, Lazići, Mećave, Milankovića Kosa, Simatovića Kosa, Srednja Kosa in Vlaškovci.

## Prebivalstvo
| Pregled števila prebivalcev po letih | Pregled števila prebivalcev po letih | Pregled števila prebivalcev po letih | Pregled števila prebivalcev po letih | Pregled števila prebivalcev po letih | Pregled števila prebivalcev po letih |
| ------------------------------------ | ------------------------------------ | ------------------------------------ | ------------------------------------ | ------------------------------------ | ------------------------------------ |
| 1948                                 | 1953                                 | 1961                                 | 1971                                 | 1981                                 | 1991                                 |
| -                                    | -                                    | -                                    | 429                                  | 411                                  | 330                                  |

| Narodna sestava prebivalstva po letih                                                                                      | Narodna sestava prebivalstva po letih                                                                                         | Narodna sestava prebivalstva po letih                                                                                       |
| --- | --- | --- |
| 1971 | 1981 | 1991 |
| . skupaj: 429 Srbi 427 (99,53 %) Hrvati 0 (0,00 %) Muslimani 0 (0,00 %) Jugoslovani 2 (0,46 %) drugi in neznano 0 (0,00 %) | . skupaj: 411 Srbi 262 (63,74 %) Hrvati 0 (0,00 %) Muslimani 0 (0,00 %) Jugoslovani 149 (36,25 %) drugi in neznano 0 (0,00 %) | . skupaj: 330 Srbi 315 (95,45 %) Hrvati 0 (0,00 %) Muslimani 0 (0,00 %) Jugoslovani 14 (4,24 %) drugi in neznano 1 (0,30 %) |